# Derolus abyssinicus
Derolus abyssinicus là một loài bọ cánh cứng trong họ Cerambycidae.